# Єнбекші (Ордабасинський район)
Єнбекші́ (каз. Еңбекші) — село у складі Ордабасинського району Туркестанської області Казахстану. Входить до складу Торткольського сільського округу.
Населення — 471 особа (2021; 625 у 2009, 460 у 1999, 443 у 1989).